# Riding Mountain West
Riding Mountain West es un municipio rural canadiense situado en la provincia de Manitoba.

## Superficie
Riding Mountain West tiene una superficie de 1624,99 km².

## Demografía
En 2021, tenía 1442 habitantes, una densidad poblacional de 0,9 hab./km², y 987 viviendas.